# Джуелз Вентура
Джу́елз Венту́ра (англ. Juelz Ventura, справжнє ім'я Шейна Лефевр, Shayna Lefevre; нар. 31 липня 1987 (37 років), Ок-Крік, Вісконсин, США) — американська модель та порноакторка.

## Біографія
За походженням бразилійка.

### Порноіндустрія
Почала зніматися в порно, щоб помститися зрадливому чоловікові. Псевдонім взяла після першої операції зі збільшення грудей у 2008 році. Станом на 2019 рік знялася в 406 порнофільмах.

## Премії і номінації
| Рік  | Премія    | Результат | Категорія | Фільм                      |
| ---- | --------- | --------- | --- | -------------------------- |
| 2011 | AVN Award | Номінація | Most Outrageous Sex Scene (з Шанель Престон, Дейлом Дабоуном, Місті Стоун, Лексінгтоном Стілом & Chris Johnson) | This ain't Avatar XXX      |
| 2011 | AVN Award | Номінація | Unsung Starlet of the Year                                                                                      | Н/Д                        |
| 2012 | AVN Award | Перемога  | Most Outrageous Sex Scene (з Бруклін Лі)                                                                        | American Cocksucking Sluts |
| 2012 | AVN Award | Перемога  | Best Oral Sex Scene (з Бруклін Лі)                                                                              | American Cocksucking Sluts |
| 2012 | AVN Award | Номінація | Best All-Girl Group Sex Scene (з Тіган Преслі, Лексі Лав, Асой Акірой Анабель Чи)                               | Chick Flixxx               |
| 2015 | AVN Award | Номінація | Best Group Sex Scene (разом з Mischa Brooks, Casey Calvert, Ксандером Корвусом, Томмі Пістолем і Michael Vegas) | Nymphos                    |